# Тапти
Тапти (енгл. Tapti) је река која протиче кроз Индију. Дуга је 724 km. Улива се у Камбејски залив.